# 阿道夫·梯也爾
马里·约瑟夫·路易·阿道夫·梯也尔（法語：Marie Joseph Louis Adolphe Thiers，發音：[maʁi ʒɔzɛf lwi adɔlf tjɛʁ]；1797年4月15日—1877年9月3日），法国政治家、历史学家。七月王朝的路易·菲利普时期的首相，在第二帝国灭亡后，再度掌权，因镇压巴黎公社而知名。1870年，第三共和成立。1871年至1873年间，他首先担任国家首脑，然后担任总统。在国民议会发起一次不信任动议后，他请辞获准，被迫下台，由觊觎共和国总统职位已久的帕特里斯·麥克馬洪取而代之。

## 早年

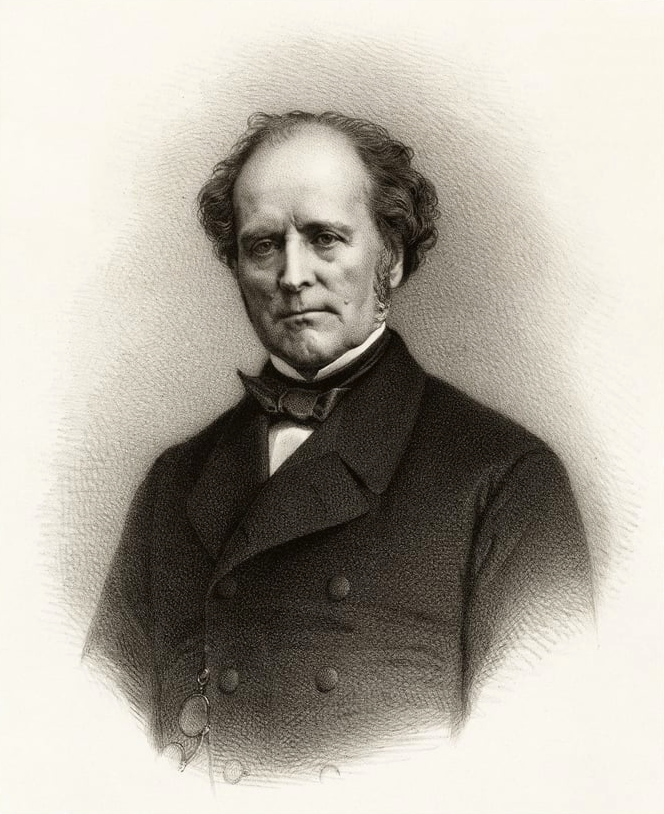
梯也尔的好友，弗朗索瓦·米涅。

梯也尔的祖母是希腊化的安德烈·舍尼埃之母伊利莎白·桑蒂-洛马卡（Élisabeth Santi-Lomaca）的姊妹。他的家族是“被大革命毁了的布商”，在他出生时，他的父亲是一个锁匠。他的母亲是谢涅人。他接受了良好的教育：首先在马赛读预科，后来在普罗旺斯艾克斯读法律。在艾克斯，他在酒吧结识了弗朗索瓦·米涅，开始了与他的终生友谊。他对法律没有兴趣，却对文学有兴趣；一篇关于沃维纳格侯爵的文章为他赢得了一个学术奖。在1821年初秋，梯也尔到了巴黎，很快引介为政制（Le Constitutionnel）的编辑。在接下来几年时间里，他将自己的文章集结成书。第一部在1822年的一个沙龙上推出，第二部在往比利牛斯山的旅途中推出。他所需的金钱都由斯图加特知名的出版商、政制所有人之一约翰·弗里德里希·寇塔提供，他向梯也尔提供了自己在政制全部或部分股息。
同时，他在自由社会变得非常知名，并开始创作著名的法國革命的歷史（Histoire de la revolution française），这开始了他的学术生涯，也增添了他的政治名声。第一、第二卷在1823年出版，而最后两卷在1827年出版。他的稿费不多，但他变得广为人知。托马斯·卡莱尔作过一个知名的评论：“值得享有如此名声”（"as far as possible from meriting its high reputation"）。严格地说，梯也尔所有的历史著作都极不史实。但卡莱尔本人承认梯也尔是一个“活泼的人，会告诉你很多东西。”（"a brisk man in his way, and will tell you much if you know nothing."）当时的法国正处于对大革命的反动时期，正在转入另一次反动，所以这本书得到了成功。

## 七月王朝

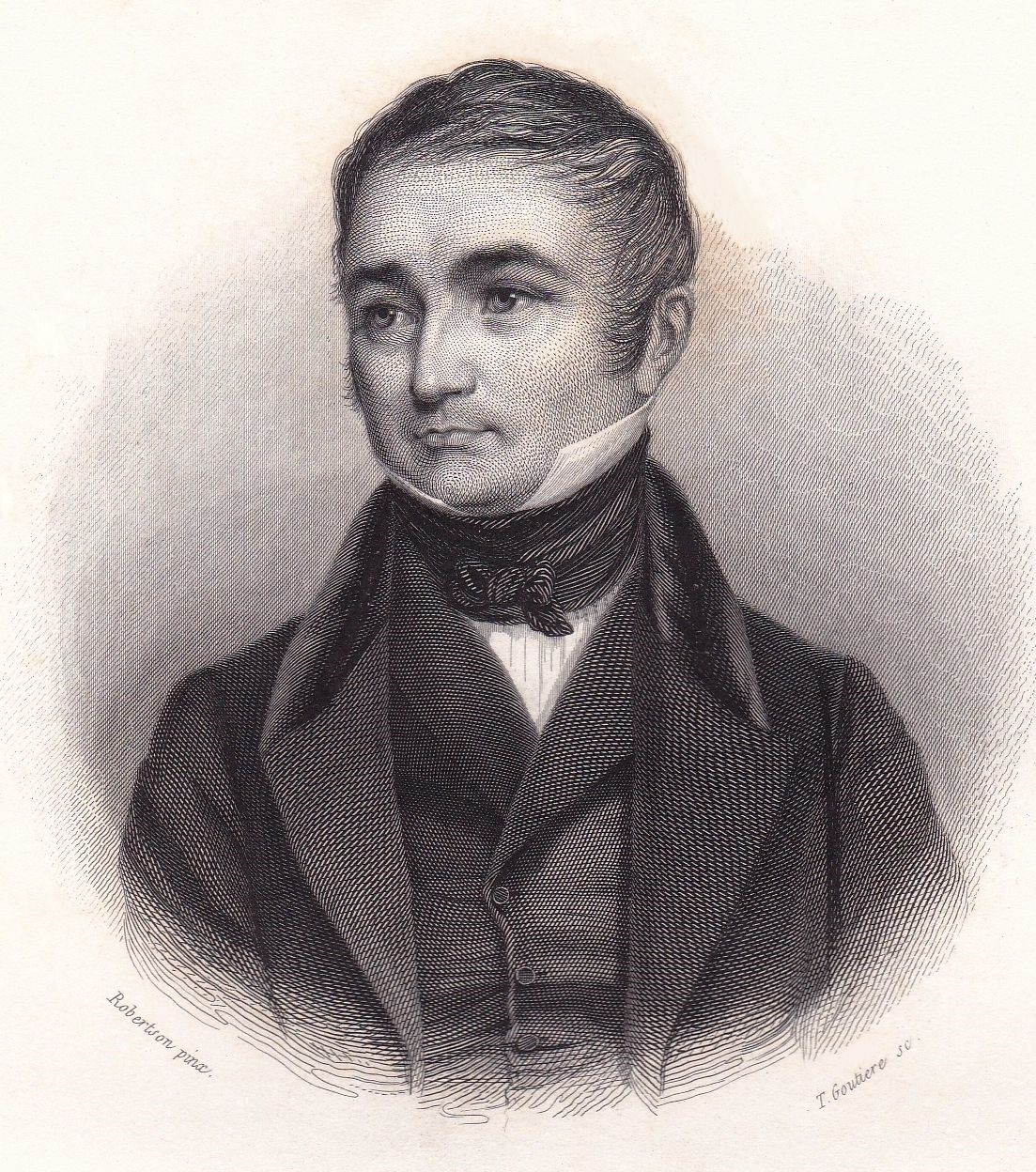
年轻的梯也尔。

在金主雅克·拉菲特下台后，他变得温和。在1832年6月的问题后，他被任命为内政部部长。他的职位在1833年被安东尼·莫里斯·阿波利奈尔·阿古继任，在1834年，他再次担任内政部长，直到1836年，所以，这个职位，他加起来担任了四年。后来他成为了了议会主席，与实际上的首相。从此，他开始了与基佐的一系列冲突。在1833年后，他的仕途为他的婚姻所加强，他的财务得到了新贵金主的支持。在1836年，梯也尔在辞去内政部长职务后，他改任外交部长，任内，他主张对西班牙展开充满活力的外交政策，却不能实践。
在1838年的争夺议会席位的选战展开前，他在意大利旅游。选战使得他在1840年3月成为议会主席与外交部长。在拿破仑的遗体返国时，他再次担任外交部长。在同年的东方危机中，他支持穆罕默德·阿里帕夏的外交政策，使得法国险些与其他列强爆发战争。因此，希望和平的菲利普将梯也尔革职。梯也尔在接下来的几年时间里，甚少涉足政治，埋头创作他的《执政府与帝国的历史》（Histoire du Consulat et de l'Empire），这部书的第一卷在1845年出版。
虽然，他仍然是国会议员，但是，他甚少发言，直到1846年初，他试图成为中间偏左的反对派的领袖。然后，他成为了七月王朝的一个自由主义反对派，并再次写作，继续他的《执政府与帝国的历史》。在二月革命中，路易·菲利普委任他为首相，但遭他拒绝。很快，路易·菲利普与梯也尔都被革命浪潮淹没了。在1848年大选后，他进入立宪会议，是右翼自由主义者的领袖，社会主义者的恶敌。在二月革命后不久，虽然他尽他所能，但是仍然与被国王召见的保皇党左派奥迪隆·巴罗爆发了战争。他不能统领团体，所以他辞去首相一职。

## 第二共和、第二帝国
在第二共和时期，梯也尔加入了保守共和党人，此后，他一直留在党内，但从未取得职位。但他作出的叛党行为，收到了尖锐批评，尤其是在总统选举中投路易·波拿巴。其中一个批评者是尼诺·比克肖（Nino Bixio），后来与梯也尔决斗。比克肖在1850年的法盧法的提出中扮演了重要角色，这个法案让神职人员在教育系统的影响力大大增强。
梯也尔在1851年12月的政变中被拘捕，并被送到马扎卡监狱（Mazas Prison），后来更被流放到国外。但在接下来的夏季里，他被允许回国。在接下来的10年里，他甚少涉足政治，大部分时间在继续领事与帝国的历史。在1863年，他再次涉足政治，在巴黎选区参选立宪会议议员。在接下来的七年时间里，他是议会内一小群反帝国主义者的发言人，这群人被认为是帝国最强大的敌人。

## 第二帝国的灭亡、巴黎公社

国防政府（Government of National Defense）总统，特罗许。

在1870年的外交危机中，梯也尔是少数反对与普鲁士开战的人。但在普法战争法国战败後，他拒绝和談並加入决心将战争进行下去的国防政府（Government of National Defense）。
在1870年9月末到10月初间，梯也尔为求外国干预，或至少是调停，到访英国、意大利、奥地利与俄国。他的请求并未被各国接纳，就如他试图说服普鲁士宰相俾斯麦与国防政府谈判未遂一样。
当法国政府被迫投降时，梯也尔重新踏入政坛。在大选后的1871年2月17日，他成为了临时政府首脑，正式头衔为“chef du pouvoir exécutif de la République en attendant qu'il soit statué sur les institutions de la France”（法国政体决定前共和国行政首脑）。他让议员相信，和平是必要的，所以，在1871年3月1日，继续保持和平的议案以超过五比一通过。

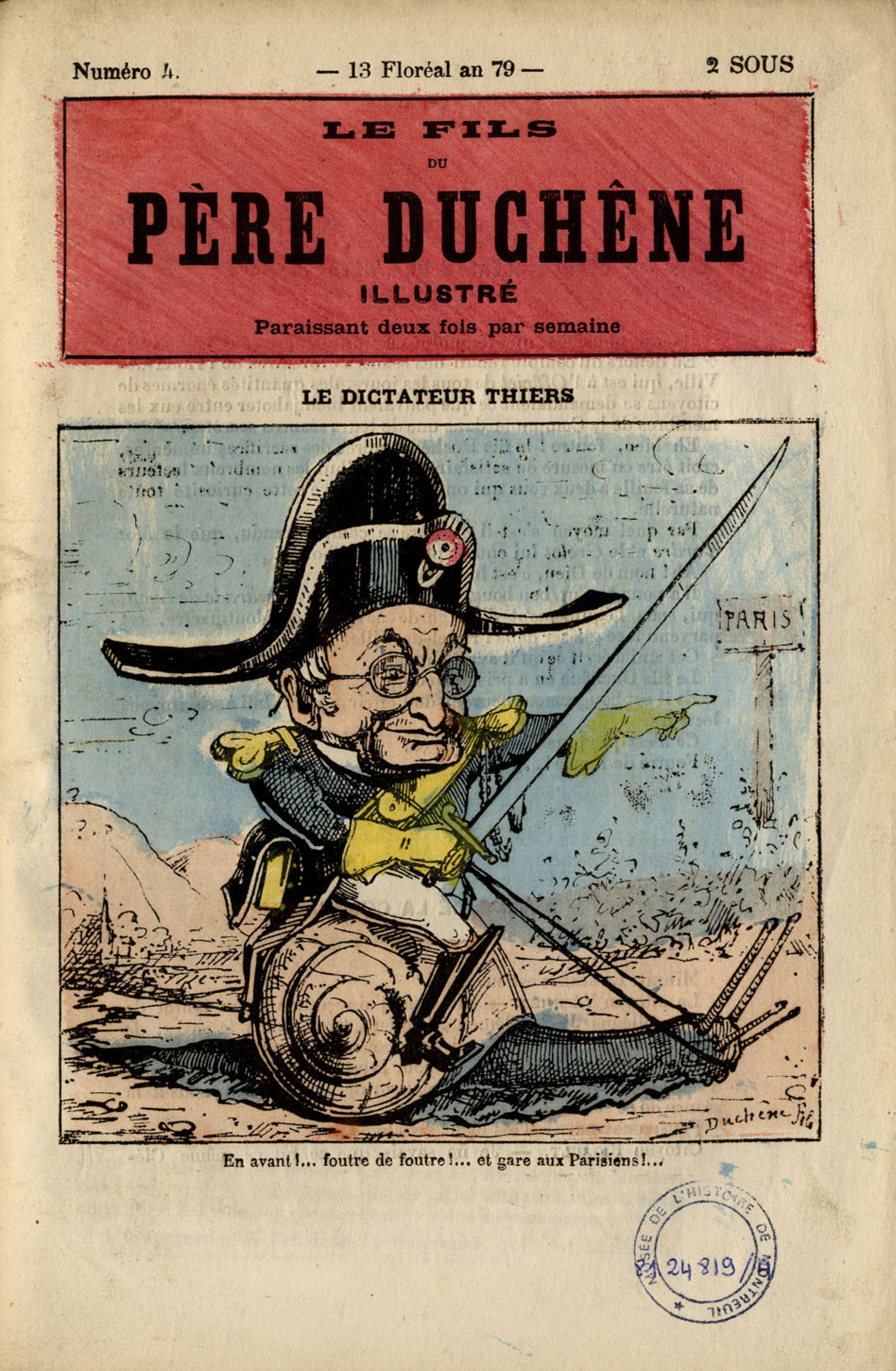
Le Père Duchêne illustré封面，向巴黎公社冲锋的梯也尔。

同年3月18日，巴黎爆发一场大规模起义，梯也尔随后命令陆军夺去国民卫队的数百支大炮。他将政府、部队撤至凡尔赛。巴黎人在3月26日选出了一个激进的共和、社会主义市政府，定名为巴黎公社。
四月初，政府军与社员间爆发了战斗。双方无意和谈，战斗持续至五月，在巴黎城郊战斗。在五月二十一日，政府军突破城防，持续一个星期的巷战开始了，被称为“la Semaine Sanglante”（血腥周）。成千巴黎市民在战斗中丧生，或被军事法庭草率地处决。梯也尔常被批评为这场屠杀的命令者，但他回应道屠杀是军队开展的，并非由他命令的，而且认为这样对待叛乱者并无错处。超过一万二千人被特别军事法庭审批，其中二十三人被处决，超过四千人被流放至新喀里多尼亞。梯也尔在法国与政治左派的印象蒙上了阴影。

## 第三共和
1871年8月20日，梯也尔成为未宣布的共和国总统，任职超过两年。梯也尔是法国唯一一个在18世纪出生的总统。前後两位总统，路易·波拿巴与麥克馬洪都生于19世纪（均为1808年）。
梯也尔的强烈的主见与深思熟虑的性格对战后法国的重建有很大作用；他是一个保护主义者，而帝国时期的法国因为自由贸易思想，得到了巨大进步。1873年5月24日，梯也尔辭職，退出法國政治圈。

## 晚年
在他下台后，梯也尔继续以巴黎议员的身份参加议会，尽管他只在1874年3月27日发表过一次演讲，反对在巴黎周围修建更多堡垒的提议。与其让巴黎再次成为战场，梯也尔更愿意用这笔钱为军队增加士兵。尽管他反对，这项措施还是被保守党政府通过了。

## 注脚
1. ↑  作为交换，梯也尔向金主提供官职与地位。

## 进阶阅读
- François J. Le Goff, The life of Louis Adolphe Thiers, 1879.
- Paul de Rémusat, Thiers, 1889.